# 中村仁一
中村 仁一（なかむら じんいち、1940年 - 2021年6月5日）は、日本の医師、医療評論家。

## 生涯
長野県更埴市（現千曲市）生まれ。長野県上田高等学校を経て、1966年京都大学医学部卒業（医学士）。財団法人高雄病院院長、理事長を経て、2000年より社会福祉法人老人ホーム「同和園」附属診療所所長、医師。1996年より、市民グループ「自分の死を考える集い」を主宰。医師による延命治療の拒否を唱えている。
生前は　毎月第3土曜日に京都市内にて「自分の死を考える集い」を開催し講演をしていた。
また、1970年代にはクイズプレイヤーとして数々のクイズ番組に出場し、「クイズグランプリ」グランドチャンピョンなど数々の優勝経験を持ち、さらに日本テレビ系「アメリカ横断ウルトラクイズ」の栄えある第1回で、機内800問（当時）ペーパーテストでは第1位で優勝者の松尾清三とわずか5点差の707点で第2位の成績を残すが、アメリカ本土上陸後のチェックポイント「サンディエゴ」で敗者となり、シャチにキスされるという罰ゲームを受けた。

## 著書
- 『老いと死から逃げない生き方』講談社 1994
- 『「治る」ことをあきらめる「死に方上手」のすすめ』 講談社+α新書 2013
- 『幸せなご臨終 「医者」の手にかかって死なない死に方』講談社 1998
- 『医者に命を預けるな』 PHP文庫
- 『大往生したけりゃ医療とかかわるな 「自然死」のすすめ』 幻冬舎新書 2012
- 『大往生したけりゃ医療とかかわるな「介護編」2025年問題の解決をめざして 幻冬舎新書 2017
- 『やはり死ぬのは、ガンでよかった』

幻冬舎新書 2021

### 共著
- 『思い通りの死に方』 久坂部羊共著 幻冬舎新書 2012
- 『どうせ死ぬなら「がん」がいい』 近藤誠共著 宝島社新書 2012
- 『しっかり死ぬということ 死は大事な仕事』 ひろさちや共著 李白社 2013
- 『朗らかに!今すぐ始めるサヨナラの準備』 中村伸一共著 メディアファクトリー 2013
- 『新版 どうせ死ぬなら「がん」がいい』 近藤誠共著 宝島社新書 2018

## 論文
- Cinii